# Честертон, Гилберт Кит
Ги́лберт Кит Че́стертон (англ. Gilbert Keith Chesterton; 29 мая 1874, Лондон, Англия, Великобритания — 14 июня 1936, Беконсфилд, Бакингемшир, Англия, Великобритания) — английский писатель, поэт, философ, драматург, журналист, оратор, христианский деятель, иллюстратор, биограф и искусствовед конца XIX — начала XX веков, часто называемый «князем парадокса». Свои произведения подписывал инициалами Джи Кей Честертон (англ. G. K. Chesterton). Рыцарь-командор со звездой ватиканского ордена Святого Григория Великого (KC*SG). Первый Почётный председатель Детективного клуба (1930—1936).
Журнал Time отметил его стиль письма как «выворачивающий наизнанку пословицы, поговорки и аллегории». Джордж Бернард Шоу, «дружественный враг» Честертона, назвал его «человеком колоссального гения». Некоторые биографы писателя называют его преемником таких викторианцев, как Мэтью Арнольд, Томас Карлейль, Джон Генри Ньюман и Джон Рёскин.
Гилберт Честертон также известен как автор детективных рассказов, главным героем которых стал католический священник отец Браун. Также известны апологетические произведения писателя, такие как «Orthodoxy» и «The Everlasting Man».

## Биография

### Ранняя жизнь

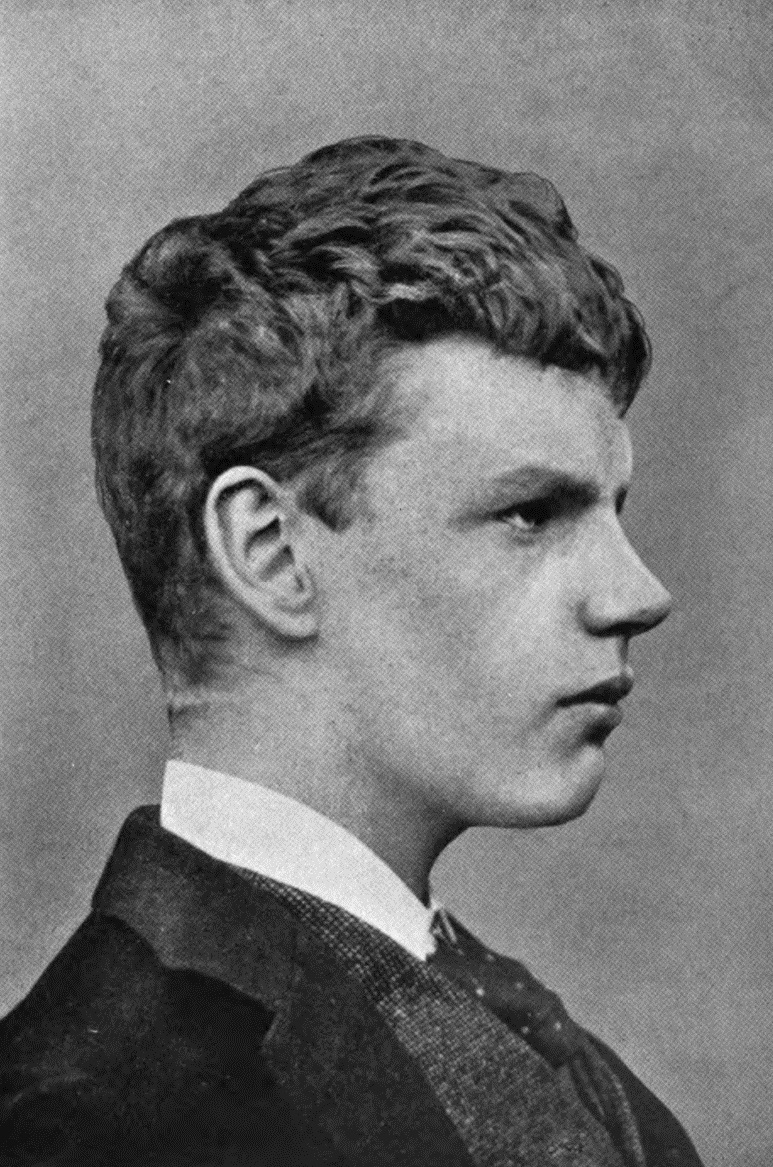
Г. К. Честертон в 17 лет

Гилберт Кит Честертон родился на Кэмпден-Хилле, Кенсингтон, Лондон, 29 мая 1874 года в семье Эдварда Честертона и его жены Марии Луизы, урождённой Грожан. Был крещён в англиканстве в возрасте одного месяца, хотя его семья была приверженцами унитарианства. Согласно автобиографии писателя, в молодости Честертон увлекся оккультизмом и вместе со своим братом Сесилом экспериментировал с доской для спиритических сеансов (т. н. уиджа).
Получил образование в школе Святого Павла, затем, намереваясь стать иллюстратором, обучался в школе искусств Слейда. Также посещал литературные курсы в Университетском колледже Лондона, но не закончил обучение.

### Семейная жизнь
Гилберт Честертон женился на британской поэтессе, композиторе и драматурге Фрэнсис Блогг (англ. Frances Blogg; 1869 — 1938) в 1901 году. В этом браке писатель состоял до самой смерти 14 июня 1936 года. Честертон считал что Фрэнсис вернула его к англиканству, хотя позже, когда сам примкнул к католицизму, считал англиканство «бледной имитацией христианства». Писатель стал католиком в 1922 году, во многом благодаря католическому священнику Джону О’Коннору (англ. John O'Connor; 1870 — 1952), который стал прототипом честертоновского отца Брауна.

### Писательство
В сентябре 1895 года 21-летний Честертон начал работать в лондонском издательстве «Redway», где он оставался в течение чуть более года. В октябре 1896 года перешел в издательство «T. Fisher Unwin», где оставался до 1902 года. В этот период он также показал себя как независимый художественный и литературный критик. В 1902 начал вести критическую колонку в «Daily News», а в 1905 — еженедельную колонку в «The Illustrated London News», которую он вёл в течение следующих тридцати лет.
Честертон также проявил большой интерес и талант к изобразительному искусству. Он планировал стать художником, и его писательское видение показывает умение преобразовывать абстрактные идеи в конкретные и запоминающиеся образы. Даже в его беллетристике осторожно скрыты притчи.

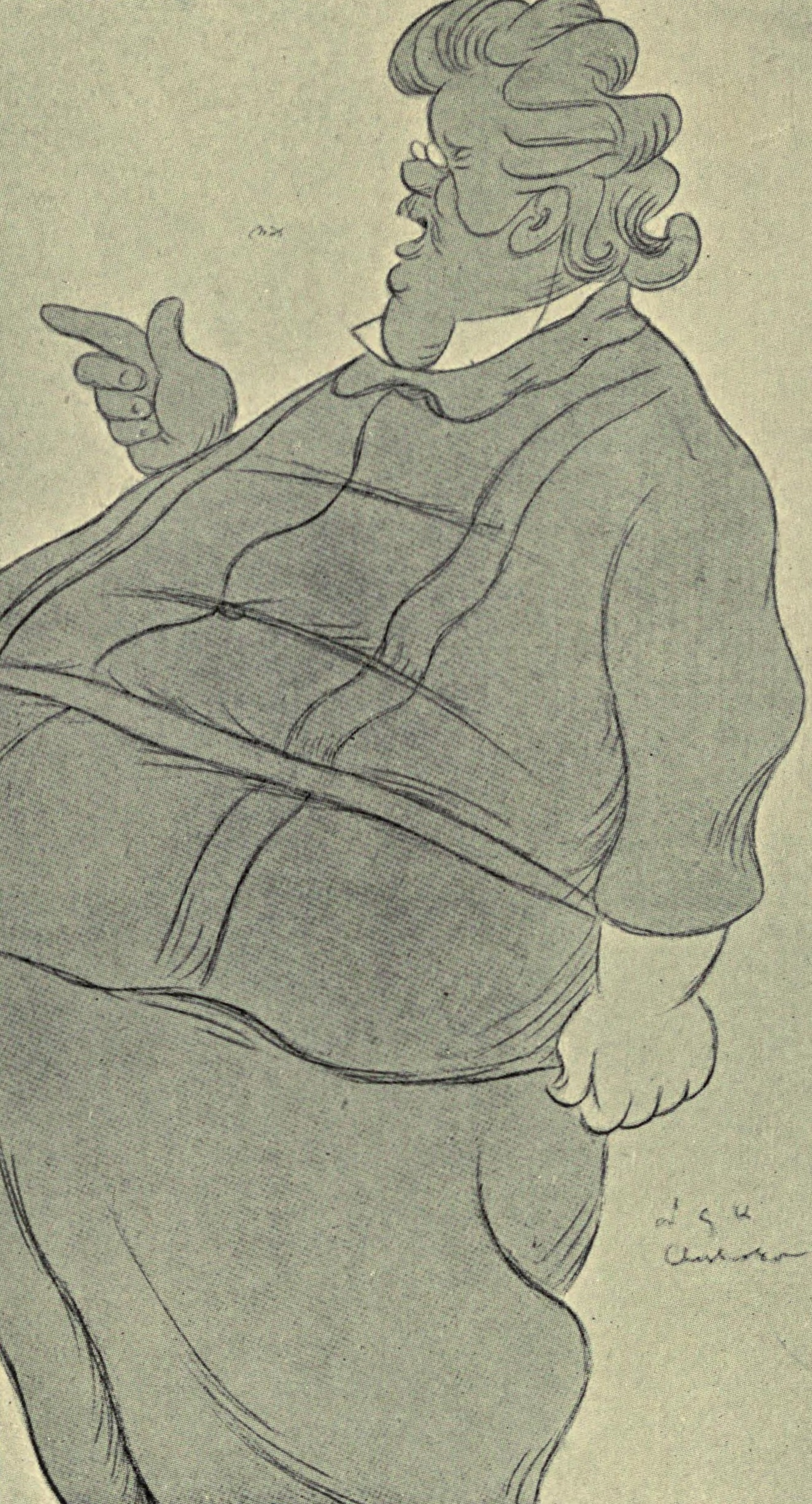
Карикатура на Честертона авторства Макса Бирбома

Писатель любил спорить, часто вступая в дружеские публичные споры с такими людьми, как Джордж Бернард Шоу, Герберт Уэллс, Бертран Рассел и Клэренс Дэрроу. Согласно его автобиографии, он и Шоу изображали ковбоев в немом кинофильме, который так и не был выпущен в прокат. Большим другом Честертона был Хилер Беллок, с которым он тоже немало спорил. Также Гилберт Кит Честертон встречался с известным русским поэтом Николаем Гумилёвым во время пребывания того в Лондоне.
К моменту смерти Гилберт Кит Честертон был автором около восьмидесяти книг, нескольких сотен стихотворений, около двухсот рассказов, четырёх тысяч эссе и нескольких пьес. Он был литературным критиком, историком, драматургом, романистом, католическим богословом, философом и апологетом, участником дебатов. Писатель был обозревателем «Daily News», «The Illustrated London News» и его собственной газеты «G. K. Weekly»; также он писал статьи для «Британской энциклопедии», включая статьи о Чарльзе Диккенсе и юморе в 14-м издании (1929). В 1935 году был номинирован на Нобелевскую премию по литературе.
Одним из самых известных персонажей, созданных Честертоном, стал священник отец Браун, герой детективных рассказов; вероятно, самый известный роман Гилберта Честертона — «Человек, который был Четвергом». Писатель был убеждённым христианином задолго до того, как официально перешёл в католицизм, и христианские темы, символика и притчи появляются во многих его произведениях. В Соединённых Штатах Америки его труды о дистрибутизме были популяризированы журналом «American Review».
Сочинения Честертона неизменно демонстрировали остроумие и чувство юмора. Он использовал парадокс, серьёзно комментируя мир, правительство, политику, экономику, философию, теологию и многие другие темы.

#### Внешний вид
Гилберт Кит Честертон обладал крупной фигурой: рост писателя составлял 1 метр 93 сантиметра, вес — 130 килограммов. Его обхват талии породил знаменитый анекдот: во время Первой Мировой Войны к Честертону подходит дама и спрашивает «Почему вы не на фронте?», на что Честертон отвечает: «Если вы зайдёте со стороны, то увидите, что я вполне себе там». В другой раз между писателем и Джорджем Бернардом Шоу произошёл следующий диалог:
– Посмотрев на вас, можно подумать, что Англия голодает, – сказал Честертон
– Зато глядя на вас, можно подумать, что вы в этом виноваты, – ответил Шоу
Сэр Пелам Гренвилл Вудхаус однажды отреагировал на громкий шум словами «Будто Честертон на лист железа рухнул!».
Гилберт Честертон обычно носил плащ и помятую шляпу, в руке у него была трость, во рту сигара. У писателя была склонность забывать, куда он должен был идти. Сообщается, что однажды он несколько раз посылал телеграмму своей жене Фрэнсис с текстом «Нахожусь на Харборо. Куда я должен идти?», на что Фрэнсис ответила: «Домой» (сам Честертон пересказывает эту историю в XVI главе своей автобиографии, опуская ответ жены). В связи с этими случаями и с тем, что в детстве Честертон был очень неуклюж, некоторые люди считают, что у него была диспраксия развития.

#### Радио
В 1931 году Честертон согласился на предложение «Би-би-си» дать серию радиопередач. Однако с 1932 года и до самой смерти Честертон проводил в рамках радиовещания более сорока бесед в год. Он вёл беседы в интимном ключе, во многом благодаря поощрявшейся импровизации над сценариями и присутствию жены и личного секретаря во время передачи.
Передачи Честертона были очень популярны. После смерти писателя в 1936 году представитель «Би-би-си» заметил, что «через год или два голос Честертона стал бы доминирующим в радиовещании».

### Смерть

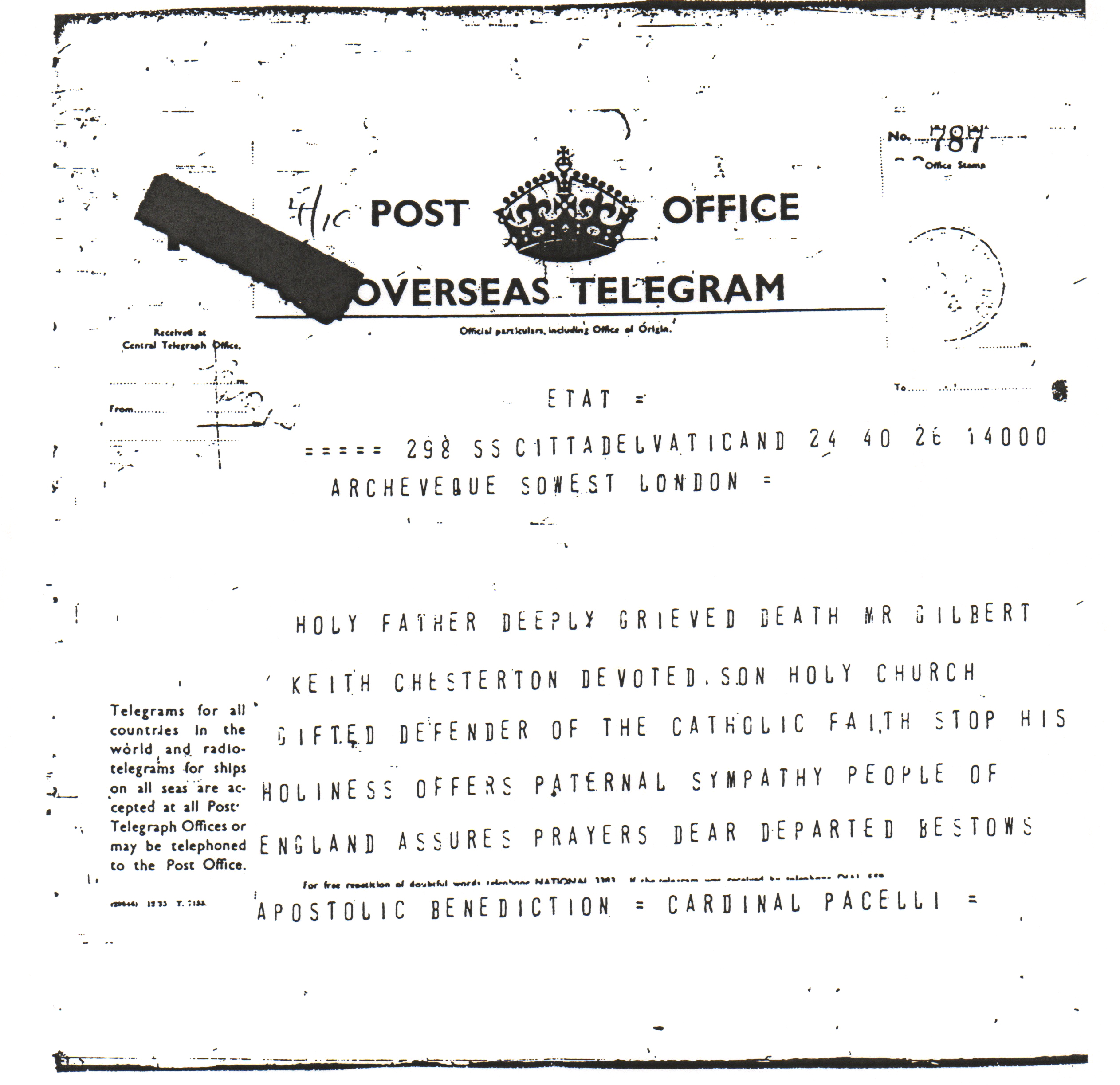
Телеграмма, отправленная кардиналом Эуджением Пачелли (будущий Пий XII) от имени Пия XI народу Англии после известия о смерти Честертона

Честертон умер от застойной сердечной недостаточности утром 14 июня 1936 года в своем доме в Беконсфилде, Бакингемшир, где он жил вместе с женой и приёмной дочерью. Его последние слова были приветствием супруге.
Проповедь на панихиде Честертона в Вестминстерском соборе, проходящей 27 июня 1936 года, читал Рональд Нокс. Нокс сказал: «Всё наше поколение выросло под влиянием Честертона настолько, что мы даже не замечаем, когда начинаем думать о нём». Также Нокс стал автором эпитафии на надгробии Честертона:
«Со мной он плакал», — Браунинг сказал,

«Со мной смеялся», — Диккенс подхватил,

«Со мною, — Блейк заметил, — он играл»,

«Со мной, — признался Чосер, — пиво пил»,
«Со мной, — воскликнул Коббет, — бунтовал»,

«Со мною, — Стивенсон проговорил, —

Он в сердце человеческом читал»,

«Со мною, — молвил Джонсон, — суд вершил».
А он, едва явившийся с земли,

У врат небесных терпеливо ждал,

Как ожидает истина сама,
Пока мудрейших двое не пришли.

«Он бедных возлюбил», — Франциск сказал,

«Он правде послужил», — сказал Фома.
Писатель был похоронен в Беконсфилде на католическом кладбище. Состояние Честертона во время процесса официального вступления в силу его завещания было оценено в 28 389 фунтов, что эквивалентно сумме около 1,9 млн фунтов в 2018 году.
Ближе к концу жизни Честертона папа римский Пий XI сделал его рыцарем-командором звезды Папского ордена Святого Григория Великого (KC*SG). Честертоновское общество предложило беатифицировать писателя, однако предложение было отклонено из-за отсутствия почитания Честертона как святого, отсутствия в его жизни «линии святости» и возможности того, что писатель был антисемитом. Гилберт Честертон был упомянут в литургии Епископальной Церкви от 13 июня.
Фрэнсис Блогг, жена Честертона с 1901 года, пережила мужа на 2 года и умерла 12 декабря 1938 года в возрасте 69 лет.

## Взгляды и современники

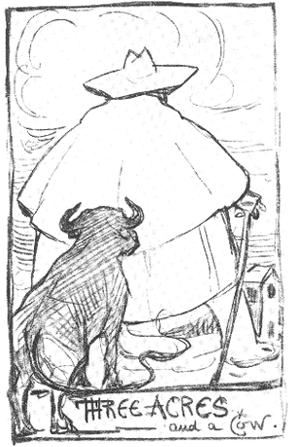
Карикатура Честертона на самого себя, иллюстрирующая лозунг «Три акра и корова»

Авторский стиль Честертона, по мнению некоторых аналитиков, представляет собой соединённые воедино стиль Чарльза Диккенса, Оскара Уайльда и Джорджа Бернарда Шоу.
Однако стиль и мышление Честертона были его собственными, и его выводы часто противоречили выводам Оскара Уайльда и Джорджа Бернарда Шоу, с которыми он был знаком лично. В своей книге «Heretics» Честертон говорит об Уайльде так:
Этот самый урок пассивного поиска удовольствий преподал внушительный и унылый Оскар Уайльд. Это религия «Лови момент». Но эта «религия» — не о счастливых людях, а об несчастных. Великая радость состоит не в том, чтобы собирать розы, пока это возможно; великая радость узреть бессмертную розу Данте
Более кратко и наиболее приближенно к стилю Уайльда он пишет в «Orthodoxy» о символических жертвоприношениях за дар творения:
Оскар Уайльд сказал, что мы не ценим закаты, так как не можем платить за них. Но Оскар Уайльд ошибся: мы можем заплатить за закаты. Мы можем заплатить за них, не будучи Оскаром Уайльдом.
Гилберт Кит Честертон и Джордж Бернард Шоу были известными друзьями, наслаждавшиеся своими спорами, дебатами и дискуссиями. Хотя они редко сходились в едином мнении, оба всерьёз воспринимали друг друга. Однако в своём творчестве Честертон очень ясно высказался о том, в чём они расходятся и почему. В «Heretics» он пишет:
После долгих лет упреков многих по поводу того, что они не прогрессируют в своих начинаниях, господин Шоу сделал сомнительное заявление, что любой двуногий человек может прогрессировать при должном подходе. Усомнившись в том, что человечество может сочетаться с прогрессом, многие предпочли бы отказаться от прогресса как такового и остаться с себе подобными. Господин Шоу, которому не так-то легко угодить, решает бросить человечество со всеми его ограничениями и идти в ногу с прогрессом ради него самого. Когда человек, каким мы его знаем, неспособен понять философию прогресса, господин Шоу просит не о новом виде философии, а о новом виде человека. Это сопоставимо с тем, когда медсестра несколько лет кормит пациента отвратной едой, а обнаружив это, не приносит чего-нибудь получше, а выкидывает старого пациента в окно и требует нового, надеясь на более удачный исход.
Шоу представлял новую школу мысли, модернизм, который был популярен в то время. С другой стороны, взгляды Честертона все больше фокусировались на церкви. В «Orthodoxy» он пишет:
Поклонение является отрицанием воли. Если Бернард Шоу подойдет ко мне и скажет: «Что-то будет», это будет равносильно тому, если бы он сказал: «Я не против того, чем вы занимаетесь» или «Я не в силах ничего поделать в данном случае».
Аргументация того времени была названа Честертоном «необычной» и подразумевала, что многие философы и мыслители, несмотря на свой ум и образованность, иной раз говорили бессмысленно. Это ещё раз иллюстрируется в «Orthodoxy» :
...Таким образом, когда мистер Уэллс говорит (а это имело место), что «все стулья совершенно разные», он не искажает реальность, а противоречит ей. Если бы все стулья действительно бы были «совершенно разными», их нельзя было бы обобщить во «все стулья».
Или, опять же, из «Orthodoxy»:
Дикое поклонение беззаконию и материалистическое почитание закона заканчиваются в одной пустоши. Ницше масштабирует высоты, но в конечном итоге оказывается на вершине Тибета. Он сидит рядом с Толстым в стране пустоши и нирваны. И оба они беспомощны — один не может ничего взять, другой — отпустить. Безвольность Толстого обусловлена буддийским предрассудком, будто все действия - зло, тогда как безвольность Ницше объясняется его взглядами на то, что все действия хороши, из чего следует, что ни одно действие не является особенным. Они оба стоят на перекрёстке дорог и один ненавидит эти пути, другой же их почитает. Результат их действий ясен — они стоят на перекрёстке дорог.
Честертон отвергает как прогрессивизм, так и консерватизм, говоря: «весь современный мир разделился на консерваторов и прогрессистов. Призвание прогрессистов — продолжать делать ошибки; консерваторов — не допустить их решения». Писатель был членом Фабианского общества, но ушёл из него во время Англо-бурской войны.
Другим современником и другом Честертона со школьных времён был Эдмунд Клерихью Бентли, изобретатель юмористической стихотворной биографии «клерихью». Сам Честертон также написал несколько клерихью и проиллюстрировал первый опубликованный сборник клерихью своего друга, «Biography for Beginners» (1905), который популяризировал форму «клерихью». Честертон также был крёстным отцом сына Бентли, Николаса Клерихью Бентли (англ. Nicolas Clerihew Bentley; 1907 — 1978). Свой роман «Человек, который был Четвергом» Честертон начинает посвящением Эдмунду Бентли.

## Обвинения вантисемитизме
Честертон столкнулся с обвинениями в антисемитизме ещё при жизни. Он указывает на это, например, в главе 13 «The New Jerusalem»: «Это было что-то, за что меня и моих друзей упрекали и даже обвиняли».
Большую роль в обвинениях в антисемитизме сыграл скандал Маркони. Высокопоставленные министры в либеральном правительстве тайно извлекали выгоду из передовых знаний о сделках, касающихся беспроводной телеграфии, и начались разговоры о том, что некоторые из ключевых лиц были евреями. По словам историка Тодда Эндельмана, который назвал Честертона одним из самых ярких юдофобов, «травля евреев во время Англо-бурской войны и скандал с Маркони была связана с более широким протестом, организованным в основном радикальным крылом Либеральной партии, против растущей видимости успешных бизнесменов-евреев и их вызова тому, что считалось традиционными английскими ценностями».
В исторической работе «A Short History of England» (1917) Честертон рассматривает указ Эдуарда I от 1290 года, которым король изгоняет всех евреев из королевства. Честертон пишет, что популярное восприятие еврейских ростовщиков вполне могло заставить подданных Эдуарда считать его «нежным отцом своего народа» из-за «нарушения правил, которыми правители поддерживали богатство банкиров». Писатель также указал на тот факт, что евреи, «чувствительные и высоко развитые люди», которые «были капиталистами эпохи, люди с богатством, готовым к использованию», могли бы законно жаловаться на то, что «христианские короли и дворяне, и даже священники, использовали для своих христианских целей (к примеру, Крестовые походы) деньги, которые могли быть заработаны только ростовщиками; а затем, когда наступили худшие времена, евреев отдали на растерзание беднякам».
В «The New Jerusalem» Честертон выделил главу для «еврейской проблемы»: «смысл в том, что евреи не имели своей родины и жили как иностранцы в странах, где всегда являли меньшинство». Гилберт Честертон писал, что антисемитизм…
…Всегда называли антисемитизмом, хотя более корректным термином было бы «сионизм». Я и мои друзья имели  в этом вопросе своего рода политику, которая сводилась к тому, чтобы дать евреям достоинство и статус отдельной нации. Мы хотели, чтобы евреи хоть каким-то способом и по мере возможностей были названы евреями, чтобы они жили в еврейском обществе, чтобы евреи судили их и управляли ими. Я антисемит, если это антисемитизм. Но гораздо правильнее называть это семитизмом.
Там же, в «The New Jerusalem», он предложил «мысленный эксперимент», называя это также как «притчу» и «легкомысленную задачку». Согласно «эксперименту», евреи должны были быть допущены к любой роли в английском обществе при условии, что будут носить ярко выраженную ближневосточную одежду, поскольку «дело в том, что мы должны знать, где мы находимся; и они будут знать, где находятся, — в чужой стране».
Честертон, подобно своему другу Хилэру Беллоку, открыто выразил отвращение к правлению Адольфа Гитлера, только оно успело начаться. Об этом также в своём отзыве о покойном Честертоне в 1937-м упоминал реформистский раввин и сионистский лидер Стивен Уайз (1874—1949):
Когда пришел гитлеризм, он [Честертон] одним из первых заговорил со всей прямотой и откровенностью великого и недрогнувшего духа. Благословение его памяти!
В «The Truth about the Tribes» Честертон раскритиковал немецкие расовые теории, написав, что «сущность нацистского национализма состоит в том, чтобы сохранить чистоту расы на континенте, где все расы нечисты».
Историк Саймон Майерс указывает на то, что Честертон в таких своих работах, как «The Crank», «The Heresy of Race» и «The Barbarian as Bore» идёт против концепции расового превосходства и выступает с критикой псевдонаучных расовых теорий, говоря, что подобное сродни новой религии. В «The Truth about the Tribes» Честертон писал: «проклятие расовой религии состоит в том, что она делает каждого отдельного человека священным образом, которому он поклоняется. Его собственные мощи — священная реликвия; его собственная кровь — та же кровь святого Януария». Майерс пишет, что, несмотря на свою враждебность к нацистскому антисемитизму, Честертон заявлял, что «гитлеризм» являл собой форму иудаизма и что евреи были частично ответственны за расовую теорию. В «The Judaism of Hitler», а также в «A Queer Choice» и «The Crank», Честертон придавал большое значение тому факту, что само понятие «избранная раса» имело еврейское происхождение; там же он писал, что «если в гитлеризме и есть что-то выдающееся, так это его еврейство» и «новый нордический человек имеет все худшие недостатки худших евреев: ревность, жадность, манию заговора и, прежде всего, веру в Избранную расу».
Майерс также указывал, что Честертон изображал евреев как отличающихся не только культурно и религиозно, но и расово. В «The Feud of the Foreigner» он писал, что еврей — «иностранец, гораздо более удалённый от нас, чем баварец от француза; мы разделены тем же типом разделения, что и между нами и китайцем или индусом. Мы не только не принадлежим к одной расе, но никогда таковыми и не были».
В «The Everlasting Man», между рассуждениями о человеческих жертвоприношениях, Честертон также предположил, что средневековые истории о убивающих детей евреях были искажением подлинных случаев поклонения Дьяволу.
Американское Честертоновское общество посвятило отдельный номер издаваемого им журнала «Gilbert» защите Гилберта Честертона от обвинений в антисемитизме.

## Отношение кевгенике
После принятия Акта об умственной отсталости( 1913) Честерстон сформулировал критику евгеники в книге «Eugenics and Other Evils»(«Евгеника и другое зло»). Наличие призывов о принудительной стериализации «умственно отсталых», а также получившей распространение идеи об изоляции данной категории людей, препятствующей возможности иметь потомство, вызывало неприятие у Честертона, указавшего в том числе на возможное произвольное применение:

Не только открыто говорят, но и с энтузиазмом убеждают, что целью этой меры является пресечение возможности жениться и иметь детей каждого, кого эти пропагандисты не считают достаточно разумным. Любой угрюмый бродяга, робкий чернорабочий, чудаковатый крестьянин может быть с лёгкостью помещён в условия, предназначенные для одержимых убийством маньяков. Таково положение вещей; и в этом вся суть. … Но мы уже находимся во власти Евгенического Государства; и не остаётся ничего, кроме как восстать.
Оригинальный текст (англ.)It is not only openly said, it is eagerly urged, that the aim of the measure is to prevent any person whom these propagandists do not happen to think intelligent from having any wife or children. Every tramp who is sulky, every labourer who is shy, 
every rustic who is eccentric, can quite easily be brought under such conditions as were designed for homicidal maniacs. That is the situation ; and that is the point. ... But we are already under the Eugenist State ; and nothing remains to us but rebellion.

Честертон считал эти идеи бессмысленными, «дающими право карать и отправлять в рабство своих же сограждан в качестве химического эксперимента»(«…;as if one had a right to dragoon and enslave one’s fellow citizens as a kind of chemical experiment;…»).
Честертон также высмеивал предположение, что бедность является результатом неудачного размножения:

Третьим доказательством выступает вызывающая недоумение склонность с недавних пор считать бедных расой, как будто они являются колониями японцев или китайских кули. … Бедные — это не раса, и даже не тип. Бесмысслено говорить об их выведении, так как они не являются породой. Беспристрастным будет признать факт того, что они, как описал Диккенс: «корзина, куда попадают из-за личных происшествий», униженного достоинства, и зачастую потерянной знатности.
Оригинальный текст (англ.)A third proof is the strange new disposition to regard the poor as a race; as if they were a colony of Japs or Chinese coolies. ... The poor are not a race or even a type. It is senseless to talk about breeding them; for they are not a breed. They are, in cold fact, what Dickens describes : «a dustbin of individual accidents,» of damaged dignity, and often of damaged gentility.

## Забор Честертона (Ограда Честертона)
Забор Честертона является выражением подхода к возможным реформам или изменениям, сходным с принципом предосторожности. В главе 4 («The Drift from Domesticity») вышедшего в 1929 году сборника эссе «Истина: Почему я католик» («The Thing: Why I am a Catholic») этот аргумент сформулирован следующим образом:

В вопросе направленных преобразований, в отличие от деформаций, существует один простой и очевидный принцип, который даже можно назвать парадоксом. Допустим, существует конкретный закон или институт, для простоты примера забор или ворота, расположенные поперёк дороги. Современный тип реформатора, с энтузиазмом предлагает: «Я не вижу никакой пользы от этого; давайте уберём его с дороги». На что более разумный реформатор способен ответить: «Если вы не видите пользы от этого сооружения, я точно не могу позволить вам избавиться от него. Найдите время и подумайте. Только затем, когда вы вернётесь и сможете объяснить мне, что вы видите применение ему, возможно, я позволю вам исполнить ваше намерение».
Оригинальный текст (англ.)In the matter of reforming things, as distinct from deforming them, there is one plain and simple principle; a principle which will probably be called a paradox. There exists in such a case a certain institution or law; let us say, for the sake of simplicity, a fence or gate erected across a road. The more modern type of reformer goes gaily up to it and says, 'I don't see the use of this; let us clear it away.' To which the more intelligent type of reformer will do well to answer: 'If you don't see the use of it, I certainly won't let you clear it away. Go away and think. Then, when you can come back and tell me that you do see the use of it, I may allow you to destroy it.

## Произведения
см. Библиография Гилберта Кийта Честертона